# Världen utanför (sång)
Världen utanför, skriven av Calle Kindbom och Thomas G:son, är en låt som dansbandet Barbados framförde i den svenska Melodifestivalen 2002, där bidraget deltog vid deltävlingen i Växjö den 19 januari 2002, och gick vidare till "vinnarnas val", för att därefter gå vidare till finalen i Globen i Stockholm, där bidraget slutade på fjärde plats.
Singeln placerade sig som högst på 14:e plats på den svenska singellistan, och låten blev en stor hit.
På Svensktoppen låg melodin i tre omgångar under perioden 13 -27 april 2002 , med femteplats som högsta placering innan bidraget fick lämna listan .

## Listplaceringar
| Lista (2002) | Topplacering |
| ------------ | ------------ |
| Sverige      | 14           |

### Fotnoter
1. ↑  Svensktoppen - 13 april 2002
2. 1 2  Svensktoppen - 27 april 2002
3. ↑  Placeringar på den svenska singellistan